# Gouézec
Gouézec település Franciaországban, Finistère megyében. Lakosainak száma 1115 fő (2022. január 1.). Gouézec Briec, Edern, Lennon, Lothey, Pleyben és Saint-Thois községekkel határos.

## Népesség
A település népességének változása:
| Lakosok száma | 1212 | 1070 | 1076 | 1049 | 1124 | 1106 | 1100 | 1098 | 1104 | 1115 |
|               | 1968 | 1982 | 1990 | 2006 | 2013 | 2015 | 2017 | 2019 | 2020 | 2022 |